# ジャック・ヴァン・ポートヴリート
- ジャック・ヴァン・ポールトフリート

ジャック・コースティアン・ヴァン・ポートヴリート（Jack Corstiaan van Poortvliet、2001年5月15日 - ）は、プレミアシップ・ラグビーのレスター・タイガースに所属するラグビーユニオン選手。イングランドノーフォーク州ノリッジ出身。ポジションはスクラムハーフ。イングランド代表。

## プロフィール
- イングランドノーフォーク州ノリッジ出身。
- ポジションはスクラムハーフ(SH)。
- 身長 183cm、体重 84kg
- U20イングランド代表に選ばれたことがある。
- イングランド代表キャップは7（2023年1月現在）でラグビーワールドカップ2023のイングランド代表に選ばれた[1]。

## 来歴
祖父がオランダ人で、オランダ系の姓を持つ。父もラグビー選手で、サラセンズでのプレー経験がある。ジャック自身は12歳でレスター・タイガースのアカデミーに加入した。
2019年9月21日、プレミアシップ・ラグビー・カップのウスター・ウォリアーズ戦でトップチームの試合に初出場した。
2020年1月、U-20イングランド代表に選出され、U20カテゴリーのシックス・ネイションズに出場した。
2021-22シーズン、プレミアシップにおいて19試合に出場。チームメイトのスクラムハーフにベン・ヤングスがいる影響で先発出場は6試合だったものの、試合後半に出場する役割を担いレスター・タイガースの9期ぶりの優勝に貢献した。
シーズン終了後の2022年6月、エディー・ジョーンズが率いるイングランド代表に選出され、7月2日に行われたオーストラリア代表戦にて途中出場で代表デビューし、初トライも挙げた。